# Skomakaren, Norrbotten
Skomakaren, även kallad för Suutari av lokalbefolkningen, är en ö i Haparanda skärgård som ligger cirka en mil söder om Haparanda hamn. Ön är populär på grund av sina långa sandstränder som gör det möjligt till sol och bad. Skomakaren gillas också av många bär- och svampplockare.